# Kháng thuốc kháng sinh
Tình trạng Kháng thuốc kháng sinh hay Kháng thuốc trụ sinh xảy ra khi một loại vi sinh vật tiến hóa để đề kháng mạnh hơn hoặc hoàn toàn với kháng sinh mà trước đây có thể trị được. Sự đề kháng phát sinh thông qua một trong ba cách: Đề kháng tự nhiên trong một số loại vi khuẩn; gen đột biến; hoặc bởi một loài có được sức đề kháng từ một loài khác. Kháng thể xuất hiện một cách tự nhiên do những đột biến ngẫu nhiên; hoặc thường hơn sau sự tích tụ dần dần theo thời gian, và vì lạm dụng thuốc kháng sinh. Vi khuẩn kháng thuốc đang ngày càng khó điều trị, đòi hỏi thuốc thay thế hoặc liều lượng-mà cao hơn có thể tốn kém hơn hoặc độc hơn. Vi khuẩn kháng nhiều loại kháng sinh được gọi là đa kháng (MDR).
Tại Hoa Kỳ, Trung tâm Kiểm soát và Phòng ngừa Bệnh tật đã xác định được 18 loại vi trùng và nấm đã trở thành loại kháng thuốc trụ sinh và hiện nay đang đe dọa sức khỏe công cộng.

## Ngăn ngừa

### Tổ chức Y tế thế giới
Vào năm 2014, WHO tuyên bố: 
- Mọi người có thể giúp giải quyết vấn đề kháng thuốc bằng cách:
  - Chỉ sử dụng kháng sinh khi được bác sĩ kê toa.
  - Sử dụng thuốc kháng sinh đúng và đủ liều, ngay cả khi họ cảm thấy tốt hơn.
  - Không bao giờ chia sẻ kháng sinh với người khác hoặc sử dụng các toa thuốc còn sót lại.
  - Uống thuốc đúng liều lượng bác sĩ đã kê, không bỏ dở thuốc đang uống khi cho là mình đã hết bệnh.
- Nhân viên y tế và dược sĩ có thể giúp giải quyết tình trạng kháng thuốc bằng cách:
  - Tăng cường công tác phòng, chống nhiễm khuẩn;
  - Chỉ kê toa và phân phát kháng sinh khi chúng thực sự cần thiết;
  - Kê toa và phân phát thuốc kháng sinh phải để điều trị bệnh.
- Các nhà hoạch định chính sách có thể giúp giải quyết vấn đề kháng thuốc bằng cách:
  - Tăng cường khả năng theo dõi và khả năng phòng thí nghiệm;
  - Điều chỉnh và thúc đẩy việc sử dụng thuốc hợp lý.
- Các nhà hoạch định chính sách và ngành công nghiệp có thể giúp giải quyết vấn đề kháng cự bằng cách:
  - Thúc đẩy đổi mới, nghiên cứu và phát triển các công cụ mới;
  - Thúc đẩy hợp tác và chia sẻ thông tin giữa các bên liên quan.

### Liệu pháp thay thế
Liệu pháp thay thế là một phương pháp được đề xuất, trong đó có hai hoặc ba kháng sinh được thực hiện điều trị so với chỉ dùng một kháng sinh như vậy vi khuẩn kháng với một kháng sinh sẽ bị giết khi dùng kháng sinh tiếp theo. Các nghiên cứu đã phát hiện ra rằng phương pháp này làm giảm tỷ lệ vi khuẩn kháng thuốc kháng sinh nổi lên trong ống nghiệm so với một loại thuốc duy nhất trong suốt thời gian. 